# Jomsviking
Jomsviking je desáté studiové album švédské death metalové kapely Amon Amarth vydané 25. března 2016. Jedná se zároveň o první konceptuální album kapely.

## Příběh
Album vypraví příběh mladého muže zamilovaného do dívky, kterou ale rodiče provdají za někoho jiného. Poté, co zabije muže a musí uprchnout, se přidá ke skupině žoldáků, kteří si říkají právě Jomsviking (Jómští vikingové). Ale přesto nedokáže nechat minulost být a odpřisáhne, že se pomstí a dívku získá zpět.

## Seznam skladeb
Všechny skladby napsal(i) Amon Amarth. 
| Pořadí         | Název                       | Délka |
| -------------- | --------------------------- | ----- |
| 1.             | First Kill                  | 4:21  |
| 2.             | Wanderer                    | 4:42  |
| 3.             | On a Sea of Blood           | 4:04  |
| 4.             | One Against All             | 3:37  |
| 5.             | Raise Your Horns            | 4:23  |
| 6.             | The Way of Vikings          | 5:11  |
| 7.             | At Dawn's First Light       | 3:50  |
| 8.             | One Thousand Burning Arrows | 5:49  |
| 9.             | Vengeance Is My Name        | 4:41  |
| 10.            | A Dream That Cannot Be      | 4:22  |
| 11.            | Back on Northern Shores     | 7:08  |
| Celková délka: | Celková délka:              | 52:08 |

| Bonusové skladby | Bonusové skladby     | Bonusové skladby |
| Pořadí           | Název                | Délka            |
| ---------------- | -------------------- | ---------------- |
| 12.              | Death in Fire 2016   | 4:55             |
| 13.              | Death in Fire (živě) | 5:05             |
| Celková délka:   | Celková délka:       | 62:08            |

## Obsazení
- Johan Hegg – zpěv
- Olavi Mikkonen – kytara
- Johan Söderberg – kytara
- Ted Lundström – baskytara

### Hosté
- Tobias Gustafsson – bicí
- Doro Pesch – zpěv na písni „A Dream That Cannot Be“